# إلبيرت ماك
إلبيرت ماك (بالإنجليزية: Elbert Mack)‏ هو لاعب كرة قدم أمريكية أمريكي، ولد في 14 يوليو 1986 في ويتشيتا في الولايات المتحدة.

## وصلات خارجية
- إلبيرت ماك على موقع مرجع كرة القدم المحترفة.كوم (الإنجليزية)